# 둥우 대학

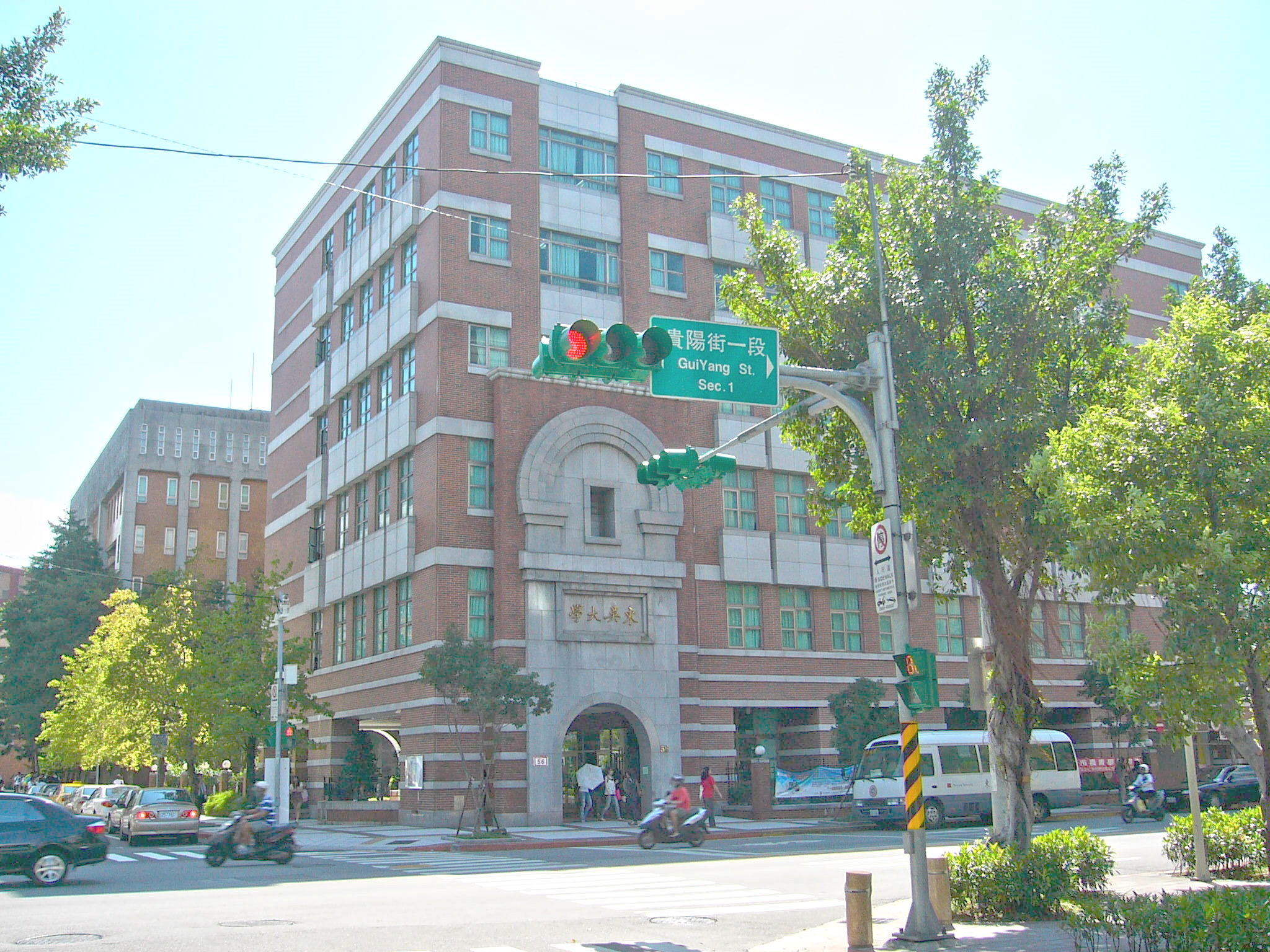
둥우 대학

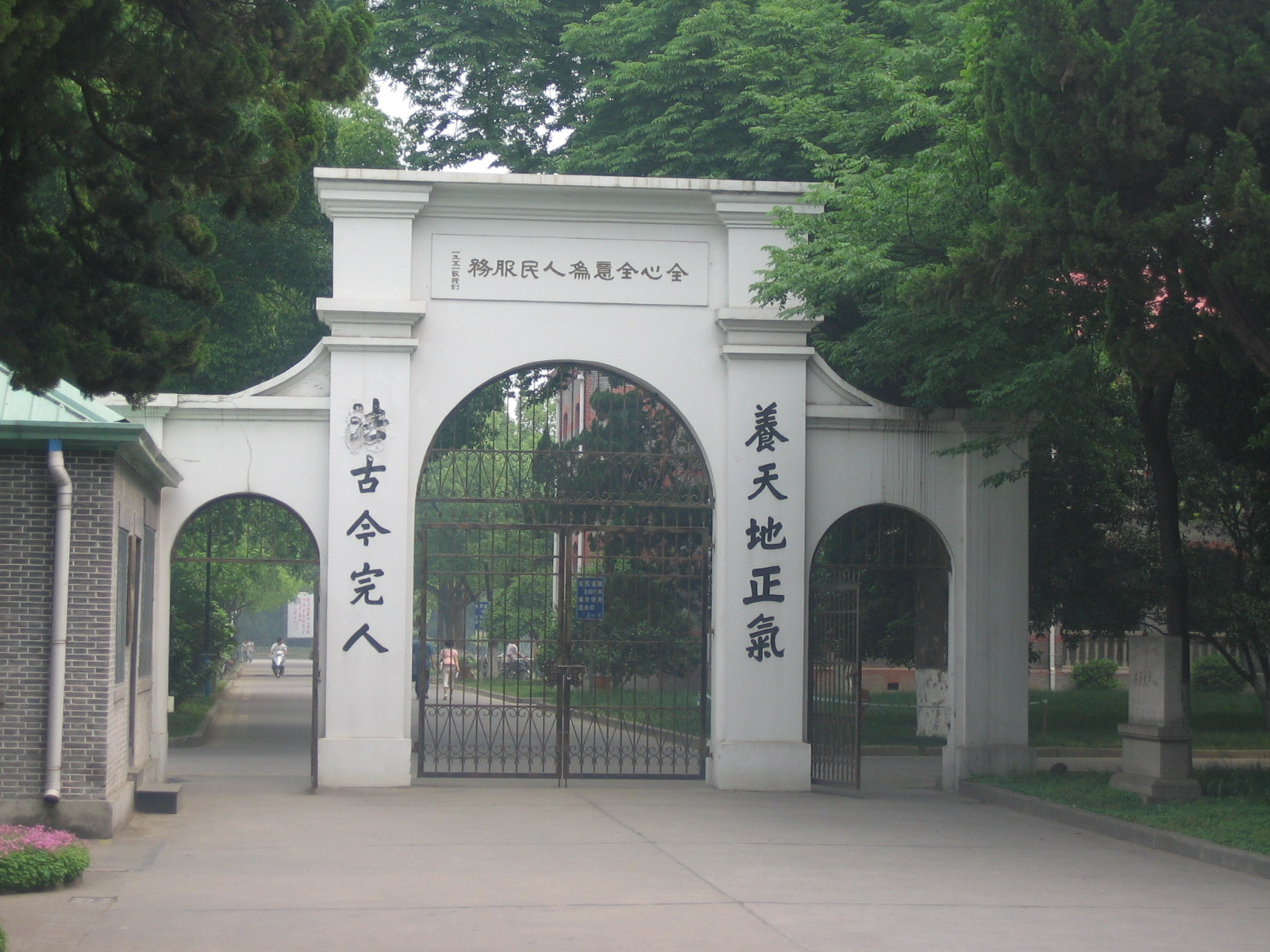
둥우 대학의 교문

둥우 대학(중국어: 東吳大學 동오대학[*], 영어: Soochow University)은 타이완(臺灣) 타이베이시(臺北)에 위치한 사립 대학교이다.
원래는 청나라 때인 1900년, 중국 장쑤성(江蘇省) 쑤저우 시(蘇州)에 설립된 기독교 감리교계 사립 대학이었다. 1879년 소주에 개교된 박습서원(博習書院, The Buffington Institute)과 1882년에 설립된 상하이의 중서서원(中西書院, the Anglo-Chinese College)이 통합되어 개교한 대학이다. 국공내전 후 타이완으로 옮겨간 졸업생들에 의해서 1951년 타이완에서 둥우 대학으로 개교하였다.
대한제국의 사회운동가 겸 정치가였던 윤치호가 상하이에서 활동할 때 다녔던 모교이기도 하다.

## 같이 보기
- 쑤저우 대학
- 윤치호